# Ielena Utróbina
Ielena Utróbina (en rus Елена Утробина) (Ufà, Baixkíria, 1 de gener de 1985) és una exciclista russa professional entre el 2012 i el 2016.

## Palmarès
- 2015
  - Vencedora d'una etapa a la Volta a Adiguèsia